# Merino (Colorado)
Merino és una població dels Estats Units a l'estat de Colorado. Segons el cens del 2000 tenia 246 habitants.

## Demografia
Segons el cens del 2000, Merino tenia 246 habitants, 96 habitatges, i 66 famílies. La densitat de població era de 558,7 habitants per km².
Dels 96 habitatges en un 41,7% hi vivien nens de menys de 18 anys, en un 54,2% hi vivien parelles casades, en un 9,4% dones solteres, i en un 31,3% no eren unitats familiars. En el 27,1% dels habitatges hi vivien persones soles el 14,6% de les quals corresponia a persones de 65 anys o més que vivien soles. El nombre mitjà de persones vivint en cada habitatge era de 2,56 i el nombre mitjà de persones que vivien en cada família era de 3,15.
Per edats la població es repartia de la següent manera: un 30,9% tenia menys de 18 anys, un 6,5% entre 18 i 24, un 25,2% entre 25 i 44, un 24,4% de 45 a 60 i un 13% 65 anys o més.
L'edat mediana era de 38 anys. Per cada 100 dones de 18 o més anys hi havia 80,9 homes.
La renda mediana per habitatge era de 28.750 $ i la renda mediana per família de 31.406 $. Els homes tenien una renda mediana de 26.250 $ mentre que les dones 22.000 $. La renda per capita de la població era de 14.943 $. Entorn del 7,6% de les famílies i el 9,9% de la població estaven per davall del llindar de pobresa.

## Poblacions més properes
El següent diagrama mostra les poblacions més properes.